# Wildcat (Hersheypark)
Wildcat war der Name zweier Holzachterbahnen in Hersheypark (Hershey, Pennsylvania, USA), die 1923 bzw. 1996 eröffnet wurden. Nachfolger der zweiten Wildcat-Achterbahn wurde ab 2023 eine Hybridachterbahn des Herstellers Rocky Mountain Construction mit dem Namen Wildcat's Revenge, die in Form eines Retrofit Teile des Unterbaus und des Gerüstes der Wildcat-Achterbahn von 1996 weiterverwendet.

## Wildcat (1923)
Die erste Wildcat im Hersheypark wurde am 16. Juni 1923 als Joy Ride eröffnet. Unter diesem Namen fuhr sie allerdings nur im Jahre 1923. Die von Philadelphia Toboggan Coasters (PTC) erbaute Bahn besitzt die Seriennummer 39 wurde am 9. September 1945 wieder geschlossen. Sie war die erste Achterbahn, die von Herbert Paul Schmeck konstruiert wurde. Eigentümer der Bahn war allerdings nicht Hersheypark, sondern der Hersteller PTC, von dem Hersheypark die Bahn geleast hatte.
Die 711 lange Strecke erreichte eine Höhe von 23 m und verfügte über einen Tunnel.

### Züge
Die 1923er Wildcat besaß Züge mit jeweils drei Wagen. In jedem Wagen konnten acht Personen (vier Reihen à zwei Personen) Platz nehmen.

## Wildcat (1996)
Am 26. Mai 1996 wurde eine weitere Holzachterbahn mit dem Namen Wildcat eröffnet. Die vom Hersteller Great Coasters International errichtete Bahn war die erste Achterbahn des Herstellers.
Der Bau für die 970,2 m lange, von Clair Hain und Mike Boodley konstruierte Strecke betrug rund 5 Mio. US-Dollar. Sie erreicht eine Höhe von 32,3 m und besitzt einen First Drop von 26 m. Die Züge beschleunigen dabei auf 80,5 km/h und es entwickeln sich 3,5 g.

### Züge
Wildcat besaß zwei Züge vom Typ Millennium Flyer mit jeweils zwölf Wagen. In jedem Wagen können zwei Personen (eine Reihe) Platz nehmen. Die Fahrgäste müssen mindestens 1,22 m groß sein, um mitfahren zu dürfen.
Ursprünglich besaß Wildcat Züge des Herstellers Philadelphia Toboggan Coasters mit sechs Wagen, in welchen jeweils vier Personen (zwei Reihen à zwei Personen) Platz nehmen konnten. Diese wurde zur 2007er Saison ausgetauscht.